# Вибер, Джеймс

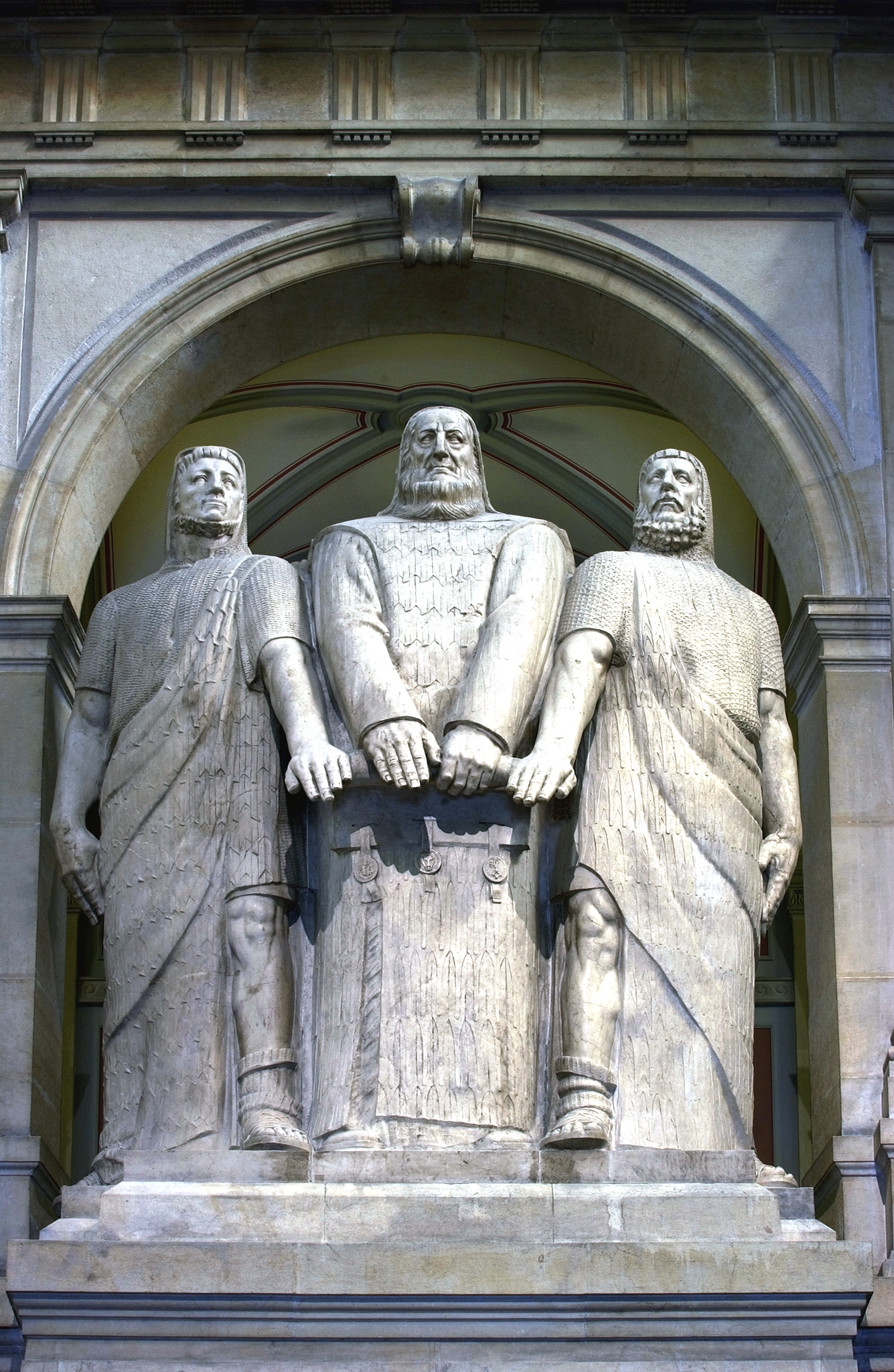
Дж. Вибер, Клятва Рютли

Джеймс Вибер (фр. James Vibert , 15 августа 1872 Каруж — 2 мая 1942 План-лез-Уат — швейцарский скульптор и художник, представитель символизма в искусстве.

## Жизнь и творчество
Родился в семье сторожа. В 1885—1887 годах изучает металловедение в Школе промышленного искусства в Женеве, затем учится во французском Лионе, где получает диплом по моделированию и черчению. В 1889 году Дж. Вибер ненадолго возвращается в Женеву, но в 1892 году он снова уезжает во Францию, на этот раз в Париж, где живёт более 10 лет и вращается преимущественно в кругу художников-символистов. В 1894—1898 годах работает в художественной мастерской О. Родена, в том же 1898 году вступает в брак с Франсуазой Миэль. В 1902 году приезжает в Женеву и с 1903 года он — профессор Школы изящных искусств в этом городе (до 1935 года). В 1906—1908 и в 1923—1926 годах Вибер — член швейцарской Государственной комиссии в области искусства.
Как скульптор Дж. Вибер много работал согласно частным заказам. В 1914 году он создаёт одно из известнейших своих произведений «Клятва трёх швейцарцев» (также «Клятва Рютли») для Федерального собрания Швейцарии в Берне. Работал также как портретист. Другой известной групповой скульптурой Вибера являются Труженики («L’effort humain») в парке при Министерстве труда в Женеве (1935). Дж. Вибер — крупнейший представитель символизма в швейцарской скульптуре.
Сохранились два портрета Дж. Вибера работы Фердинанда Ходлера — первый был написан в 1907 году, второй — в 1915 году.